# Brownlow Cecil (9e comte d'Exeter)
Brownlow Cecil, 9e comte d'Exeter (21 septembre 1725 - 26 décembre 1793), connu sous le nom de Lord Burghley de 1725 à 1754, est un pair britannique et un membre du Parlement.

## Biographie
Il est le fils aîné de Brownlow Cecil (8e comte d'Exeter) et Hannah Sophia Chambers. Il fait ses études au Winchester College et au St John's College, à Cambridge. Il est élu à la Chambre des communes pour Rutland en 1747, siège qu'il occupe jusqu'en 1754, lorsqu'il succède à son père comme comte et entre à la Chambre des lords. Il sert également comme Lord Lieutenant du Rutland.
Entre 1755 et 1779, il emploie Capability Brown pour aménager le parc de Burghley House.
Lord Exeter est décédé en décembre 1793, à l'âge de 68 ans. Il est sans enfant et son titre passe à son neveu, Henry, qui est créé marquis d'Exeter en 1801.